# Мальлуа
Мальлуа́ (фр. Malleloy) — коммуна во французском департаменте Мёрт и Мозель, региона Лотарингия. Относится к  кантону Номени.

## География
Расположен в 12 км к северу от Нанси. Соседние коммуны: Фо на востоке, Кюстин на западе.

## Демография
Население коммуны на 2010 год составляло 926 человек.
| 1962 | 1968 | 1975 | 1982 | 1990 | 1999 | 2010 |
| ---- | ---- | ---- | ---- | ---- | ---- | ---- |
| 426  | 785  | 754  | 794  | 812  | 877  | 926  |